# Kataplexie
Kataplexie, z řeckého κατά (kata, dolů) a πλῆξις (plēxis, záchvat), je náhlá ztráta svalového tonu po emoci. Nejedná se o vážný stav, ale díky rozvinutí svalové slabosti vede často k pádu osoby. Při tomto stavu nedochází ke ztrátě vědomí. Může se vyskytovat i samostatně, to však bývá velmi vzácné. Nejčastěji se jedná o jeden z příznaků narkolepsie.
Příčinou tohoto „chorobného stavu strnulosti“ bývá narušení funkce některých neurotransmiterů, což jsou zpravidla nízkomolekulární chemické látky, které přirozeným způsobem vznikají v nervové soustavě živočichů a slouží v ní k přenášení vzruchů. Kataplektický záchvat může nastat bez jasné spouštěcí příčiny, může však být vyvolán změnami emocí, jako jsou smích či strach. Kataplexie byla vzácně pozorována rovněž u roztroušené sklerózy, dále po úrazech hlavy, po zánětech mozku a po cévních mozkových příhodách (mrtvicích).

## Projevy
Kataplektický záchvat přichází náhle a projevuje se nekontrolovatelnou svalovou slabostí. Mohou jím být postiženy různé svalové skupiny. Poměrně často jde o svaly obličeje, krku a dolních končetin. Slabost dolních končetin může způsobit pád na zem. Vědomí bývá obvykle plně zachováno, řeč může být vzhledem ke slabosti svalstva setřelá a postižený může trpět diplopií neboli dvojitým viděním. Záchvat trvá obvykle krátce, obvykle jen pár vteřin, nanejvýš několik minut.

## Diagnostika
Diagnostika vychází z neurologického vyšetření přítomnosti příznaků. Obvykle se jedná o vyšetření na elektroencefalografu (EEG) a vyšetření mozku některou ze zobrazovacích metod, jako je počítačová tomografie (CT) nebo magnetická rezonance (MR). Vždy je vhodné pátrat po dalších příznacích narkolepsie.

## Léčba
Kataplexie se léčí pomocí léků. Jsou to například sloučeniny ze skupiny antidepresiv, z nichž řada má uspokojivý účinek. Pro většinu postižených to však znamená jejich celoživotní užívání. Léčba je však ve většině případů symptomatická a neovlivňuje neurony, jež produkují orexin.
Jelikož neexistuje behaviorální terapie, lidé s kataplexií se často snaží vyhýbat situacím, o nichž vědí, že mohou vyvolat silné emoce, které spouštějí kataplektický záchvat.